# Leioproctus megadontus
Leioproctus megadontus är en biart som först beskrevs av Cockerell 1913.  Leioproctus megadontus ingår i släktet Leioproctus och familjen korttungebin. Inga underarter finns listade i Catalogue of Life.

## Bildgalleri

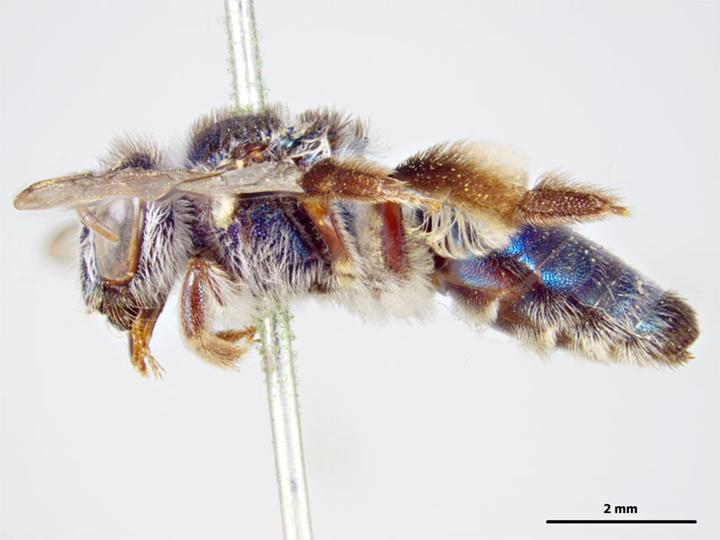
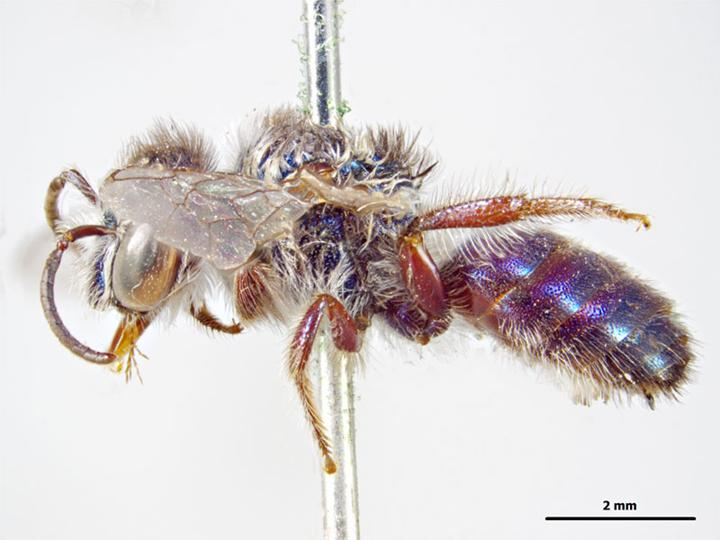